# Daniel Chester French

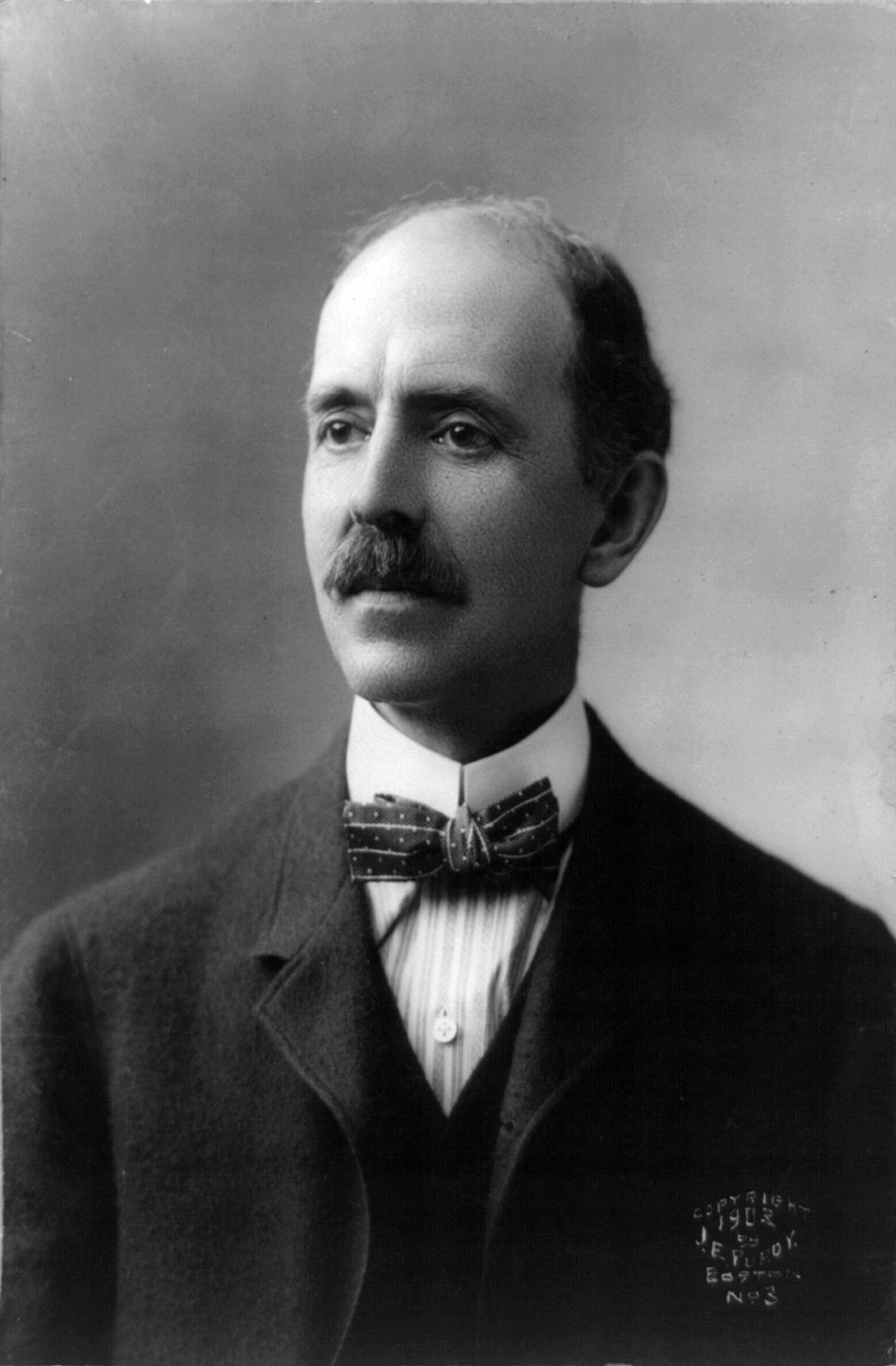
Daniel Chester French

Daniel Chester French (Exeter (New Hampshire), 20 april 1850 – Stockbridge (Massachusetts), 7 oktober 1931) was een Amerikaans beeldhouwer.
Na een jaar studie aan de Massachusetts Institute of Technology ging French aan het werk op zijn vaders boerderij. Tijdens familiebezoek in Brooklyn, werkte hij een maand in de studio van beeldhouwer John Quincy Adams Ward. Hij werkte ook enige tijd in Florence bij Thomas Ball en volgde later lessen aan de École des Beaux Arts in Parijs.
In 1873 kreeg hij van de gemeente Concord (Massachusetts) zijn eerste opdracht, een beeld ter herinnering aan de gesneuvelde minutemen bij de slagen bij Lexington en Concord (1775). In april 1875 werd zijn beeld The Minute Man onthuld in het Minute Man Nationaal Historisch Park. Zijn bekendste werk is waarschijnlijk het grote marmeren beeld van president Abraham Lincoln, dat hij maakte voor het Lincoln Monument in Washington D.C. (1922).
French was mede-oprichter van de National Sculpture Society (1893) en werd lid van onder meer de American Academy of Arts and Sciences, de National Academy of Design (1901) en de Accademia di San Luca in Rome.
In zijn zomerhuis met atelier Chesterwood in Stockbridge (ontworpen door bevriende architect Henry Bacon) is nu een museum gevestigd.

## Werken (selectie)

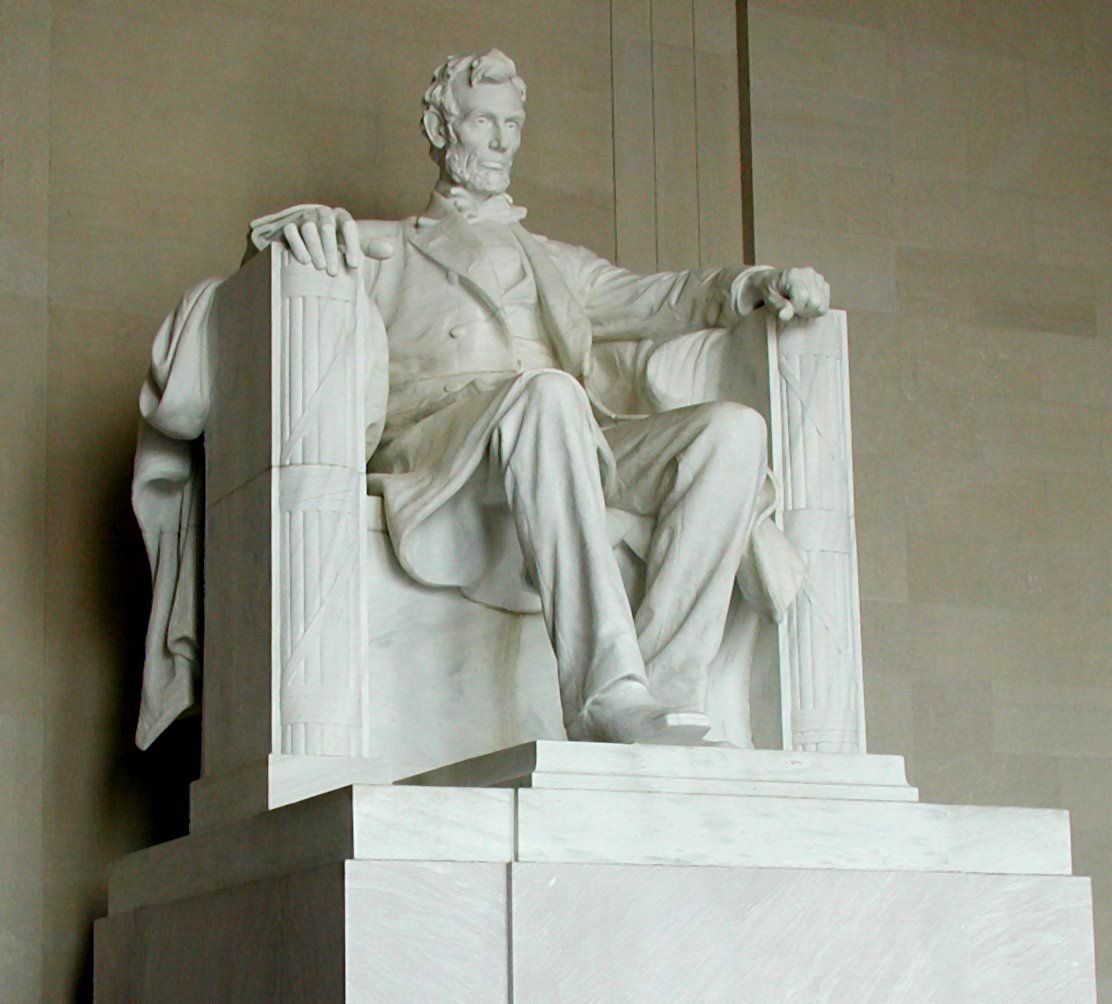
Abraham Lincoln

### Standbeelden
- The Minute Man, Concord (Massachusetts), 1874
- John Harvard-monument bij de Harvard-universiteit, Cambridge (Massachusetts), 1884
- Lewis Cass, National Statuary Hall, Washington D.C., 1889
- Richard Morris Hunt-memorial in New York, 1900
- Vier Continenten, Alexander Hamilton U.S. Custom House, New York, 1904
- The Spirit of Life ter herinnering aan Spencer Trask, Saratoga (New York), 1915
- Abraham Lincoln-memorial, in het Lincoln Monument, Washington D.C., 1922
- William Seward-memorial in Florida (Orange County), 1930
- Beneficence bij de Ball State universiteit, Muncie (Indiana), 1937

### Grafmonumenten
- Clark Memorial, Forest Hills Cemetery, Jamaica Plain (Massachusetts), 1894
- Chapman Memorial, Forest Home Cemetery, Milwaukee (Wisconsin), 1897
- Melvin Memorial, Sleepy Hollow Cemetery, Concord (Massachusetts), 1906-1908

### Museumstukken
- Mourning victory, Metropolitan Museum of Art, New York
- The Angel of Death and the Sculptor, Metropolitan Museum of Art, New York
- And the Sons of God saw the Daughters of Men That They Were Fair…, Corcoran Gallery of Art, Washington D.C., 1923

### Overig
- Bronzen deuren van de Boston Public Library, Boston, 1884-1904
- Gouden medaille van de Pulitzer-prijs, 1917

## Galerij

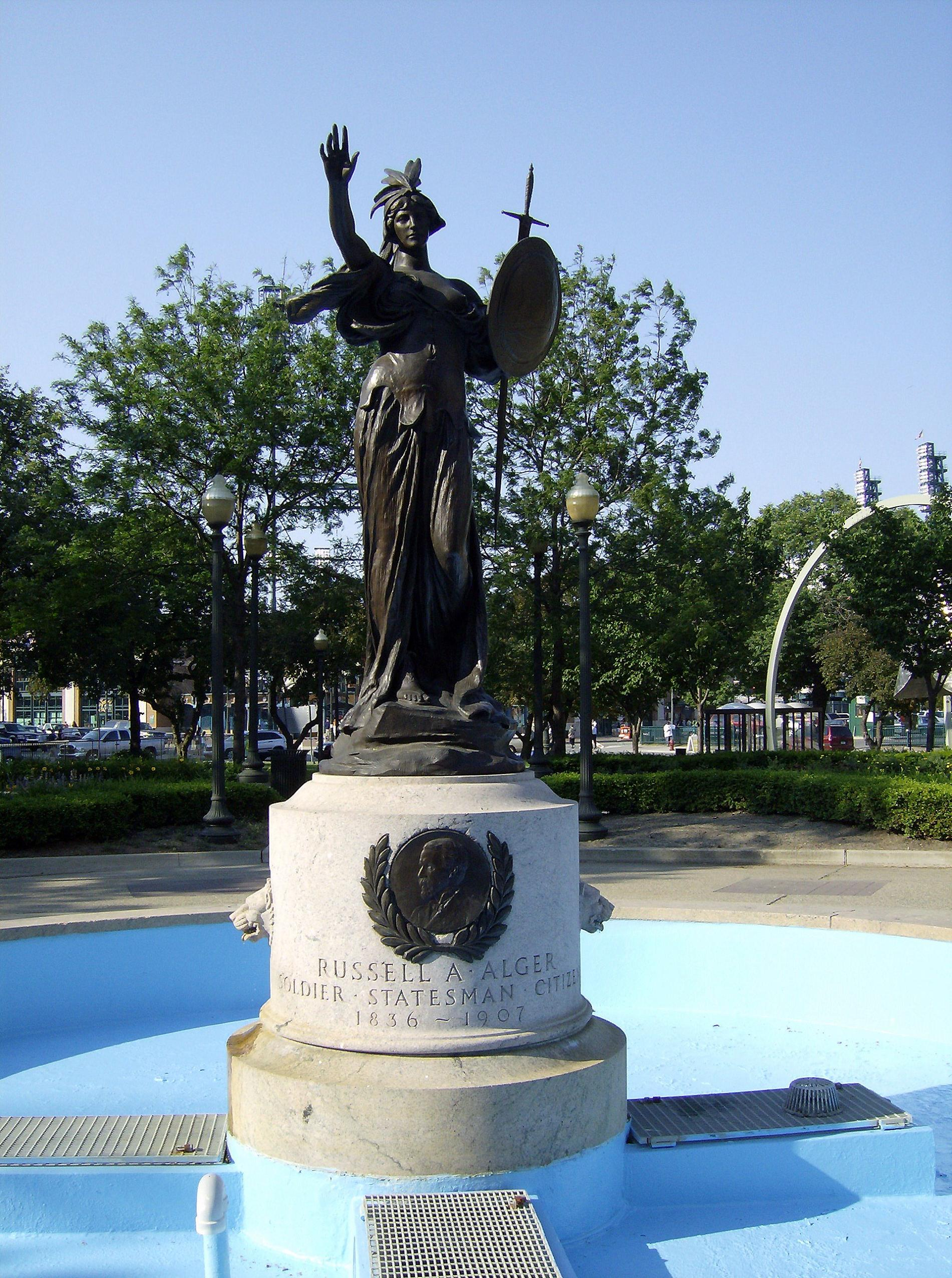
Russell Alger statue, Detroit (Michigan)
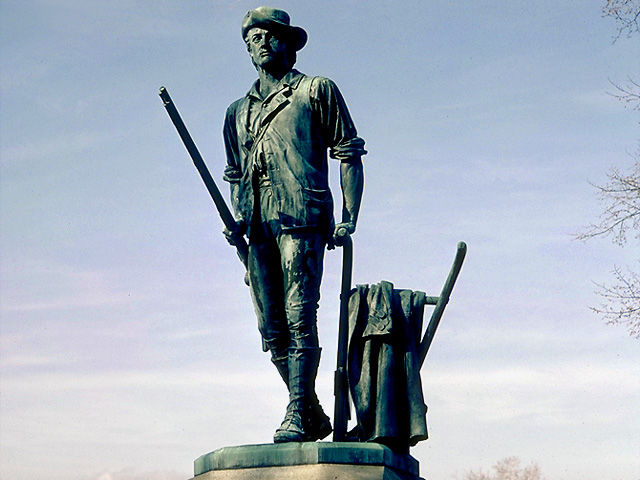
The Minute Man, Concord (Massachusetts)
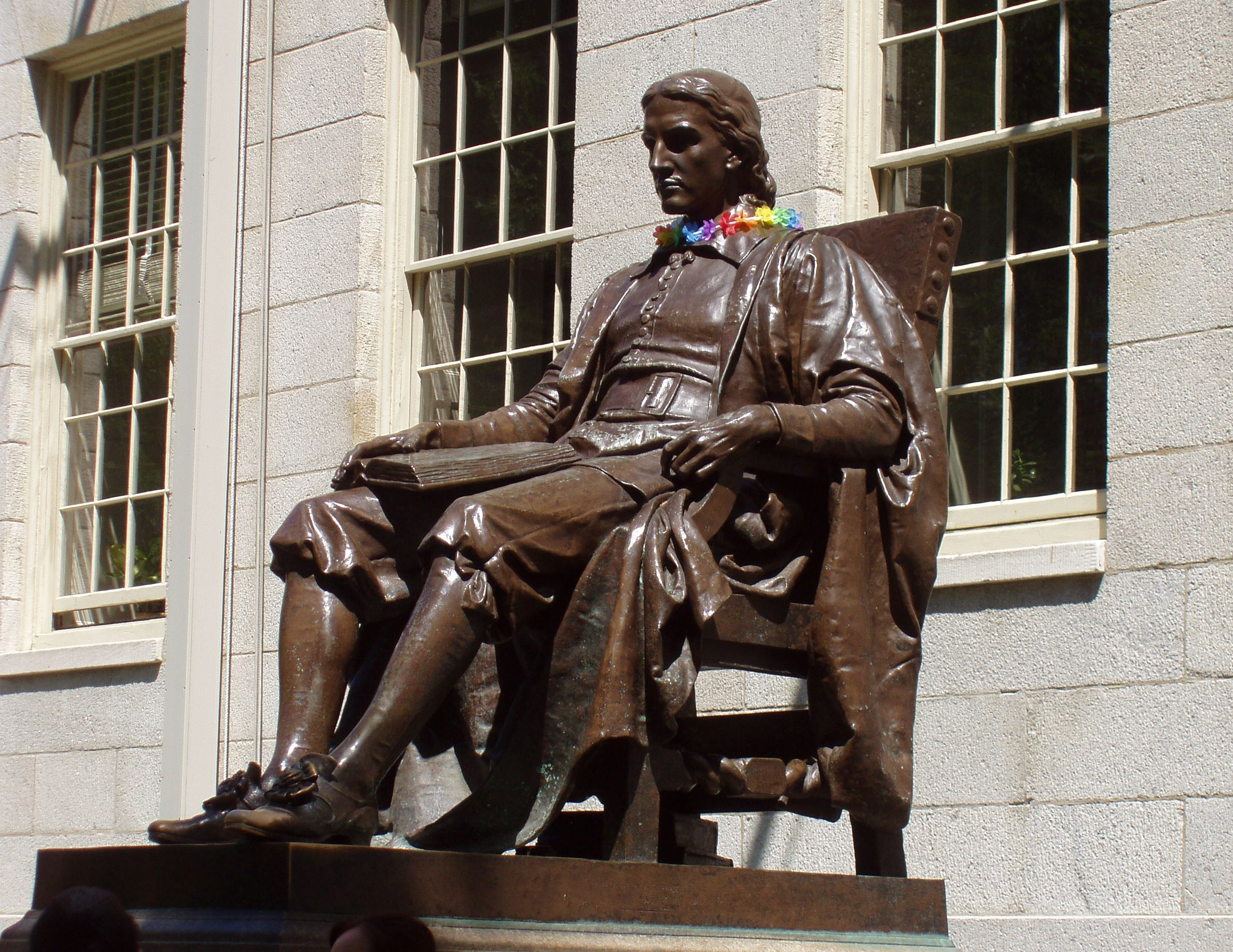
John Harvard statue, Cambridge (Massachusetts)